# Közlekedési Múzeum
A Közlekedési Múzeum Magyarország egyik legrégibb alapítású, műszaki jellegű múzeuma volt, mely országos gyűjtőkörrel, állami fenntartásban működő létesítmény volt, Budapest XIV. kerületében, a Városligetben. A városligeti épületet 2017-ben lebontották, 2021-től Magyar Műszaki és Közlekedési Múzeum néven az Északi Járműjavítóba kerül át. Az MKM több más budapesti és vidéki kiállítóhellyel is rendelkezett. 2008 novemberében a Közlekedési Múzeumot összevonták az Országos Műszaki Múzeummal. Az új intézmény neve Magyar Műszaki és Közlekedési Múzeum lett.
Az Északi Járműjavító helyén felépülő új létesítmény tervezésével a világhírű Diller Scofidio + Renfro építészirodát bízták meg. Az új intézmény várhatóan 2026-ban nyit meg, addig is 2021 júliusától a Közlekedési Múzeum időszaki kiállítással jelentkezik az egykori Északi Járműjavítóban.
A kormány február 8-i határozata szerint a Közlekedési Múzeum Kelenföld vasútállomás 137 éves indóházában rendezheti be legújabb, vasúttörténeti tematikájú kiállítóhelyét. A tárlat legfőbb attrakciója egy több száz négyzetméter alapterületű terepasztal lesz.
2022 őszén ugyanakkor az egész múzeum vidékre költöztetésének gondolata is felmerült. Lázár János építési és közlekedési miniszter 2024 májusában bejelentette, hogy Debrecenben építik meg a múzeumot. A döntést kérdésre annyival indokolta, hogy „A Közlekedési Múzeum nem Budapesté vagy Vitézy Dávidé, hanem Magyarországé. [...] Az nem budapesti ügy, hanem az ország gazdasági érdeke”. Vitézy Dávid főpolgármester-jelölt Lázár bejelentése után posztolt arról, hogy a miniszter ezzel újabb hadüzenetet küldött Budapestnek azzal, hogy Debrecenbe költöztetné a Közlekedési Múzeumot, ráadásul a BMW-gyár, egy „csak autóval megközelíthető, világvégi autópálya-csomópont mellé”. Karácsony Gergely főpolgármester szerint mindenképpen Budapesten kellene felépíteni a múzeumot, amelynek tervezésére már 16 milliárd forintot elköltöttek. Már a tervezőket is kiválasztották egy nemzetközi építészeti tervpályázat keretében, és már az építési engedély is megvolt, de Lázár János sok más állami projekttel együtt ennek kivitelezését is leállította. 2024 októberében Lázár bejelentette, hogy lezárult a debreceni múzeum ötletpályázata.

## A múzeum története

### A kezdetektől a második világháborúig

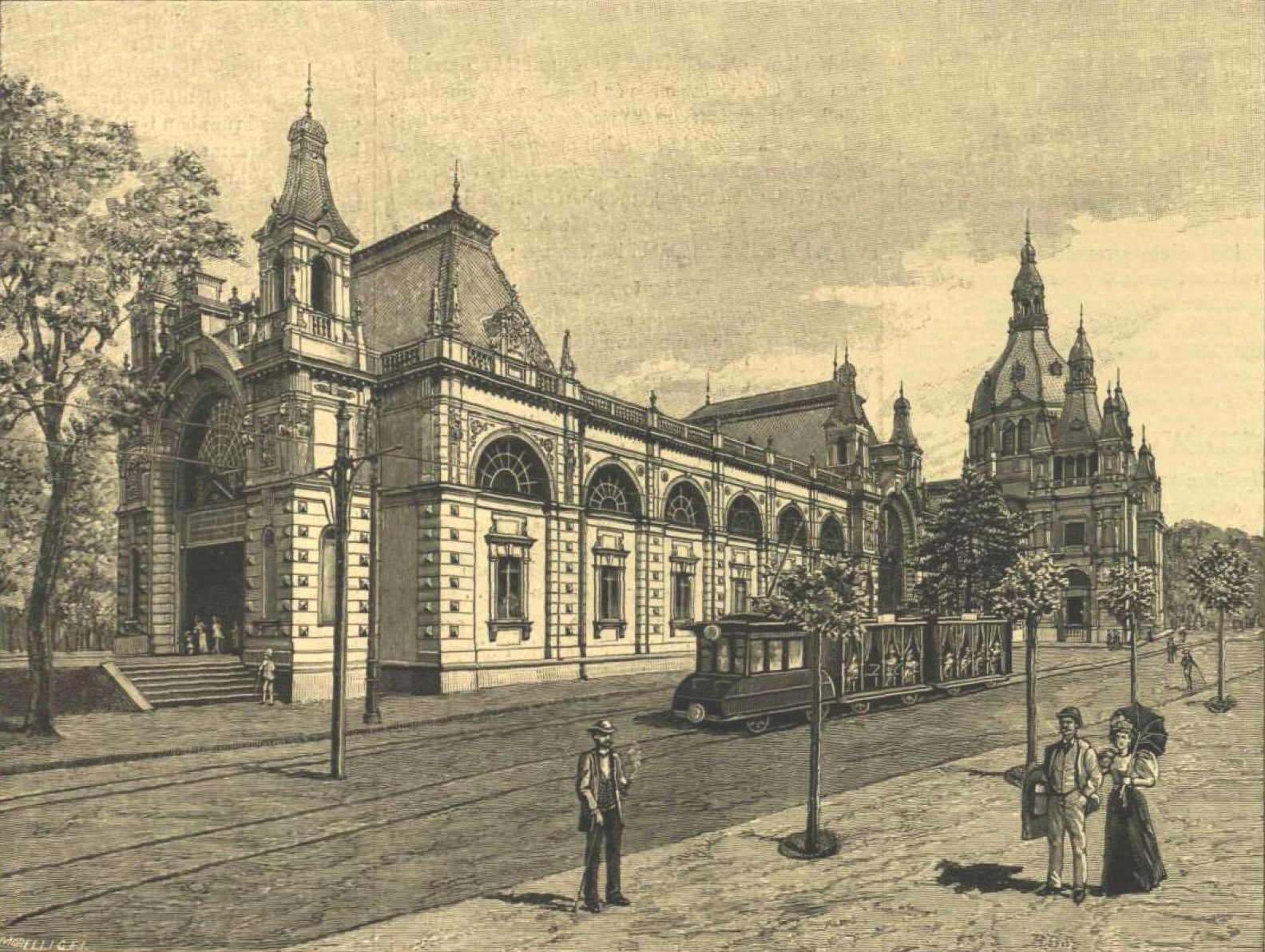
Az épület eredeti állapotban (A Vasárnapi Ujság 1896-os évfolyamából) – 1944-ben nagyrészt elpusztult

1896-ban, a millennium évében nagyszabású kiállítást rendeztek Budapesten, a Városligetben. A parkban felállított pavilonokban Magyarországnak lehetősége nyílt, hogy bemutatkozzon a világnak: a 240 pavilonban kizárólag magyar eredetű tárgyakat, alkotásokat, gyártmányokat és termékeket mutattak be. Teljes képet igyekeztek adni a múltról és a jelenről összegyűjtve a magyarság hagyományait, a kultúra és a tudomány területén elért eredményeit.
E bemutatók sorába tartozott a közlekedésügy, a millenniumi kiállítás X. csoportjaként. A gondos munkával összegyűjtött tárgyaknak óriási figyelmet szentelt a századvég közönsége. A szervezők ezért elhatározták, hogy nem hagyják elkallódni az értékes gyűjteményt, hanem egy állandó múzeum létrehozásával megtartják és bővítik azt.
A millenniumi Közlekedésügyi Csarnokot Pfaff Ferenc MÁV-felügyelő tervezete, és hasonlóan a többi pavilonhoz, ideiglenesnek épült, a múzeum létrehozásával azonban fokozatosan állandó épületté alakították át. Az 1896-os kiállítás egyik legimpozánsabbnak számító csarnoka romantikus-eklektikus stílusban épült; a kupola átmérője 26 m, magassága 67 m volt. 3100 négyzetméteres kiállítóterében a vasút, a közút, a hajózás és vízépítészet, valamint a posta, távbeszélő és távirda legfontosabb tárgyai kaptak helyet. A járművek, alkatrészek, különféle berendezési tárgyak, valamint számos modell mellett fényképek, térképek, rajzok, menetjegyek mutatták be a magyar közlekedés fejlődését, nemzetközi anyaggal kiegészítve.
A Közlekedési Múzeum létrehozásának fő szószólója Banovits Kajetán volt. Kitartó munkájának köszönhetően báró Dániel Ernő kereskedelemügyi miniszter engedélyezte a múzeum alapítását, mely 1899. május 1-jén nyílt meg a látogatók előtt. A gyűjteményt fokozatosan gyarapították, időközben a repülés hazai és külföldi gépei, modelljei is helyet kaptak az épületben. A helyhiány azonban hamarosan nyilvánvalóvá vált, és több terv is született a múzeum bővítésére, valamint arra vonatkozóan, hogy az épületet a Műegyetem mellé telepítsék. A pénzhiány és a két világháború azonban meghiúsította ezen elképzeléseket.

### A második világháborútól a városligeti épület bontásáig

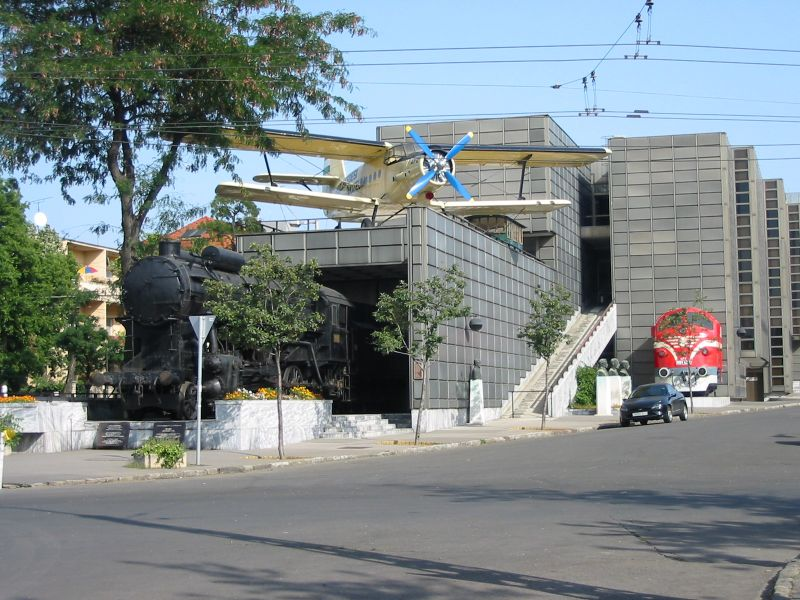
Az 1987-ben épült új épületszárny

A második világháború vége felé közeledve, 1944-ben két bombatalálat érte a múzeumot, jelentős károkat okozva az épületben és a gyűjteményben. Hosszú évekig bizonytalan volt a gyűjtemény sorsa, noha a lelkes munkatársak mindent megtettek a fennmaradásért. Csak az 1950-es évek végén dőlt el, hogy helyreállítják a romos épületet. A kupolát, bár statikailag nem volt indokolt, lebontották, a múzeumot szerényebb kivitelben, a kor ízlésének megfelelően építették át. Az új Közlekedési Múzeum végül 1966. április 2-án nyitotta meg kapuit.
1971-ben a Közlekedési Múzeum országos múzeumi státuszt kapott, a 70-es évektől pedig újabb és újabb tagintézményekkel gyarapodott. 1987-ben új épületszárnnyal bővült és három évtizeden keresztül, 2016–2017 között történt lebontásáig abban az állapotban volt.
2009-ben született meg a döntés, amely alapján a Közlekedési Múzeum és az Országos Műszaki Múzeum összekapcsolódott, így a magyar ipari és műszaki örökség több jelentős kiállítóhelye egy intézmény szárnyai alá került, létrehozva a Magyar Műszaki és Közlekedési Múzeumot, melynek égisze alatt a múzeum tagintézményei (a Ganz Ábrahám Öntödei Gyűjtemény, az Elektrotechnikai Gyűjtemény, a Műszaki Tanulmánytár, a miskolci Kohászati Gyűjtemény, a várpalotai Vegyészeti Múzeum, valamint a székesfehérvári Alumíniumipari Múzeum) jelenleg is működnek.
A Közlekedési Múzeum városligeti kiállítóhelye régóta helyhiánnyal küzdött, ami miatt a múzeum kiterjedt gyűjteményét nem tudta már teljeskörűen bemutatni a látogatóknak. Az eredeti tervek szerint a Közlekedési Múzeum eredeti századfordulós épületét, a Pfaff Ferenc-féle csarnokot építették volna vissza. Az épületet a térszint alatt jelentősen bővítették volna, de a Közlekedési Múzeum gyűjteményének teljes körű bemutatását ez sem tette volna lehetővé.

### Költözés az Északi Járműjavítóba

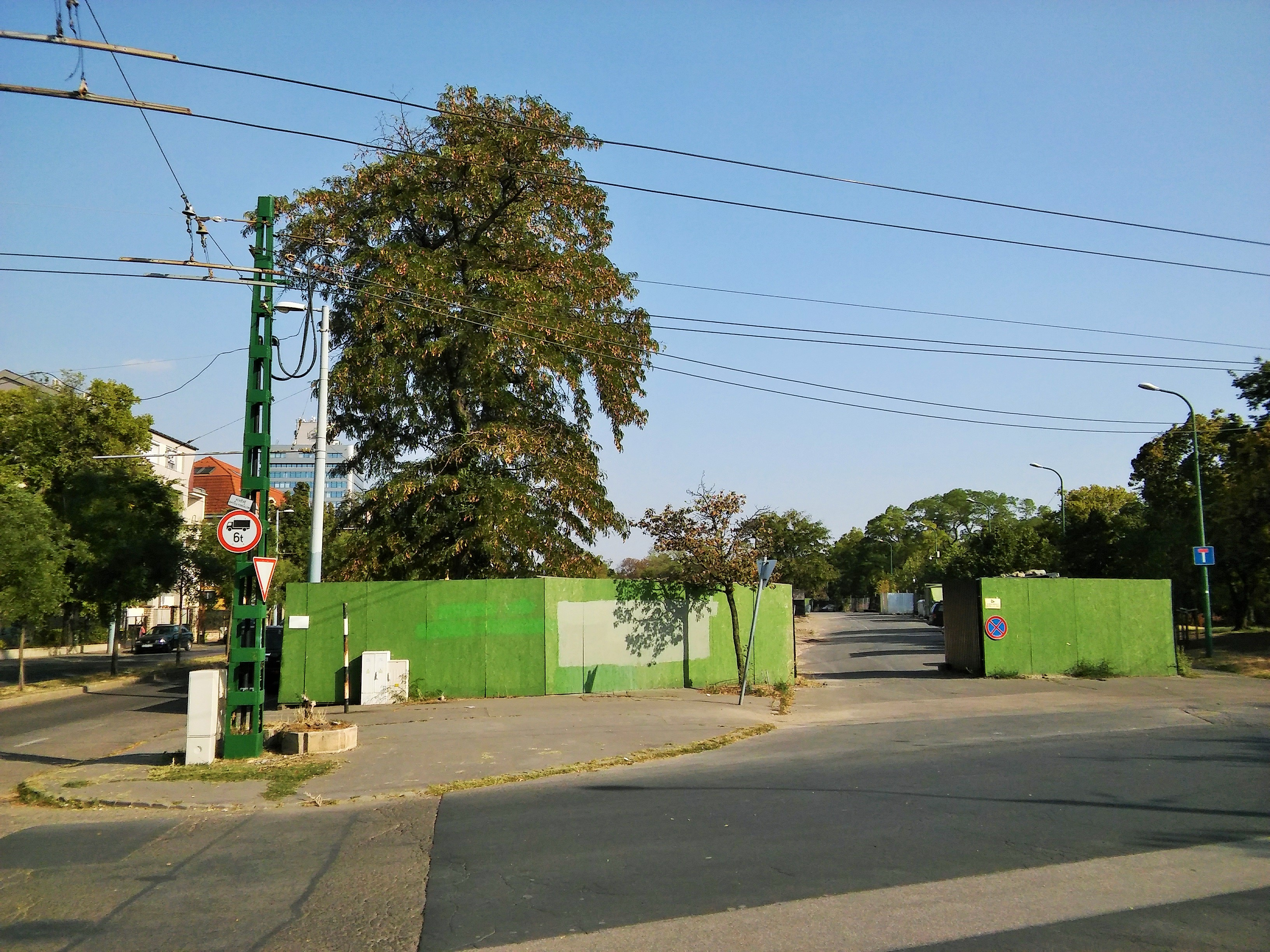
Az elbontott Közlekedési Múzeum helye, Budapest Városliget, 2022. augusztusa

Baán László, a Liget Budapest projekt miniszteri biztosa és a Közlekedési Múzeum közös javaslatára 2017. május 17-én döntött a kormány az addigi koncepció felülvizsgálatáról: eszerint a Pfaff Ferenc-féle eredeti épületet visszaépítik, de a Magyar Innováció Háza kap benne helyet, amelyben a magyar innováció történetét, a világhírű magyar műszaki találmányokat és feltalálókat bemutató interaktív kiállítás jön létre.
A Közlekedési Múzeum új otthonául pedig egy új, a korábbinál jóval tágasabb kiállítóteret biztosító helyszínt kerestek. 2017 decemberében született meg a kormánydöntés arról, hogy  az egykori Északi Járműjavító területén, barnamezős beruházás keretében épüljön fel az Új Közlekedési Múzeum. Az új helyszínen a korábbinál lényegesen nagyobb állandó, időszaki és szabadtéri kiállítóhelyeknek nyílik lehetőség.
Az Új Közlekedési Múzeum helyszínéül az intézmény olyan barnamezős területet keresett, amely kötődik a járművek múltjához, és közlekedési csomóponton, jól megközelíthető helyen fekszik. Az Északi Járműjavító az 1-es, a 28-as, 28A és 62-es villamossal, valamint a 9-es autóbusszal is megközelíthető.
A Közlekedési Múzeum városligeti épülete 2015. április 14-ig fogadta a látogatókat. Az épületet a Liget-projekt részeként hét hónap alatt, 2017 februárjára elbontották.

## Az Új Közlekedési Múzeum

### Az egykori Északi Járműjavító
Az Új Közlekedési Múzeumnak otthont adó Északi Járműjavító területén 1867 és 2009 között az ország legjelentősebb vasúti járműjavító bázisa működött. Az üressé vált egykori üzem mintegy 150 éves ipari örökségi értékeit is figyelembe véve választották ki az Új Közlekedési Múzeum otthonának, az Operaház mellette található Eiffel Műhelyházával együtt új kulturális negyedet fog alkotni Kőbányán.

### Az Új Közlekedési Múzeum tervei

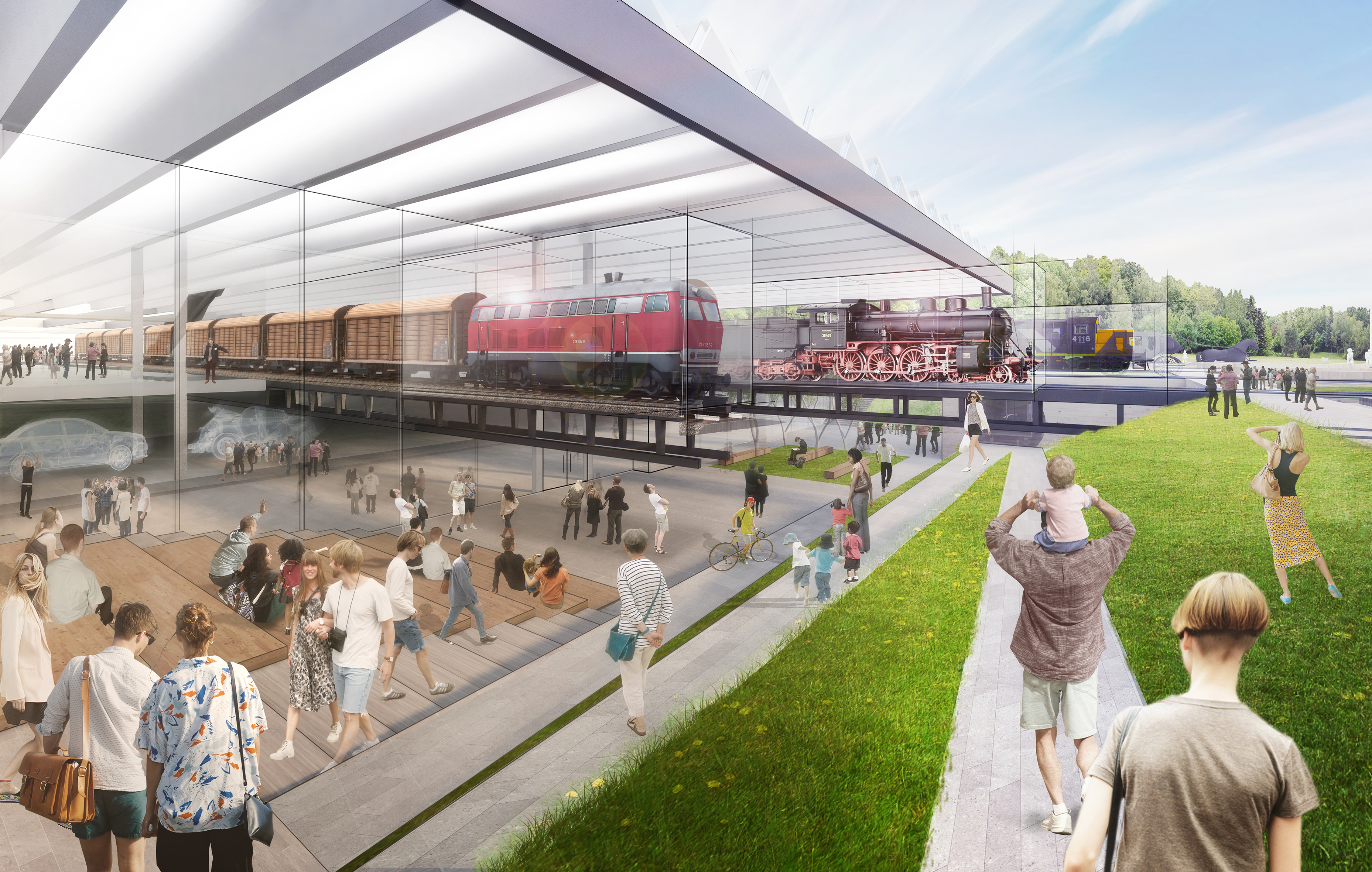
Az Új Közlekedési Múzeum látványterve (Forrás: Diller Scofidio + Renfro)

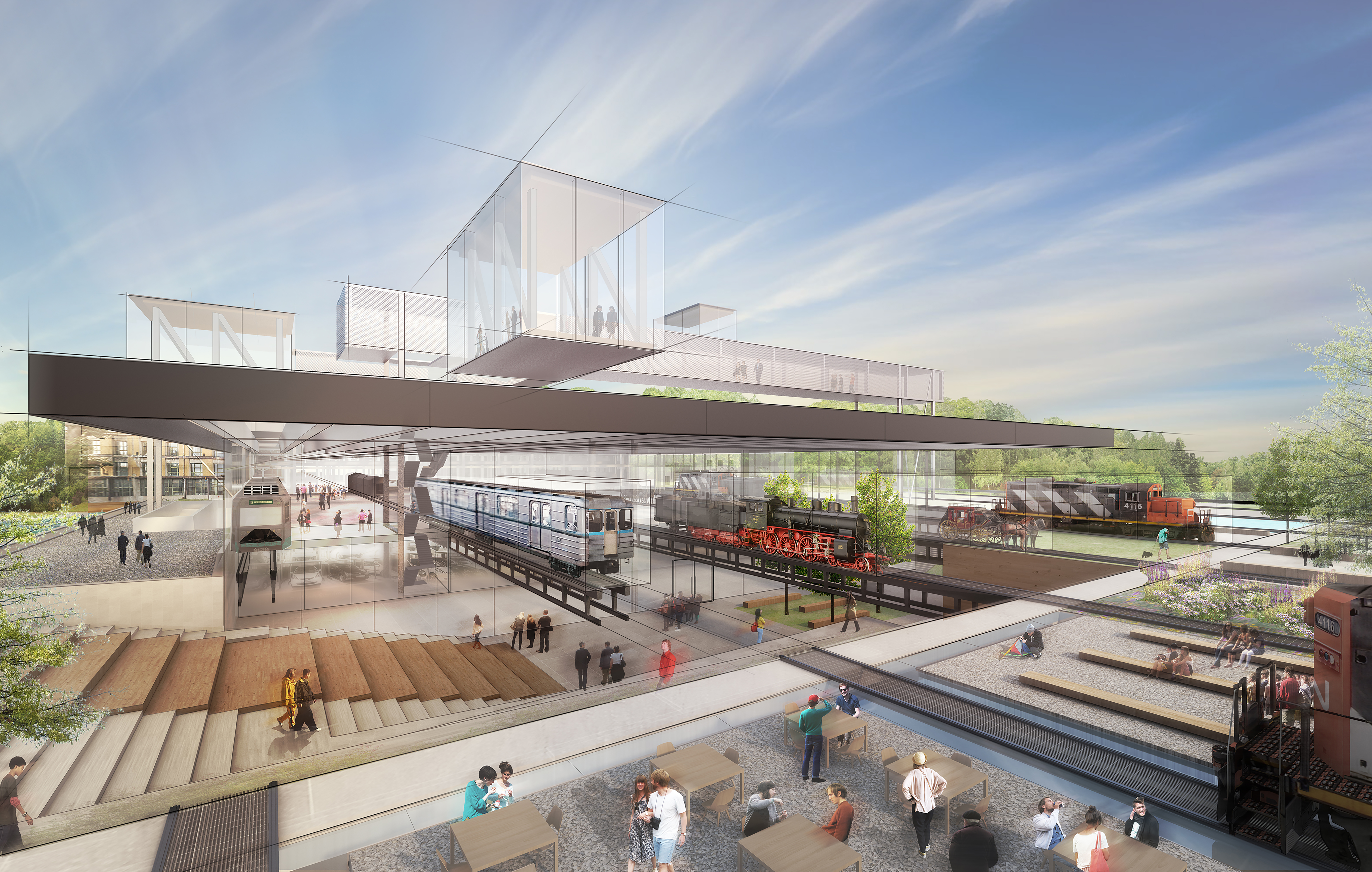
Az Új Közlekedési Múzeum látványterve (Forrás: Diller Scofidio + Renfro)

A Közlekedési Múzeum 2018-ban meghívásos nemzetközi építészeti tervpályázatot írt ki új épületének tervezésére. A tervpályázaton 2019. február 28-án hirdettek eredményt, a győztes a világhírű Diller Scofidio + Renfro építésziroda és magyar partnerük, Noll Tamás Ybl-díjas építész és csapata, az M-Teampannon építésziroda lett. A tervek kidolgozásában alvállalkozóként több helyi építésziroda is részt vett, szoros együttműködésben az amerikai tervezőkkel. A generáltervezői koordináción túl az Új csarnokrész helyi építész tervezését a Teampannon Kft. a Dízelcsarnok terveit a Nautes Építészműterem Kft., az Igazgatósági fejépület terveit az MCXVI Építészműterem Kft. végezte. A különálló Törekvés művelődési ház, a bunker és a kerti épületek terveinek kidolgozásában a Kollektív Építészműterem Kft. vett részt.https://epiteszforum.hu/ugy-maradt
A Közlekedési Múzeum célja, hogy a műemléki védettség alatt álló Dízelcsarnokot és az igazgatósági fejépületet teljes egészében megőrizze, ugyanakkor kortárs elemekkel is kiegészítse az épületet.
A New York-i Diller Scofidio+Renfro iroda egyik legismertebb munkája a hajdani New York-i magasvasúti hálózat megújításával kialakított városi közpark, a High Line, amely a teljes környék rehabilitációjának elindítójává és világszerte ismert rozsdaövezet-megújítási mintaberuházássá vált. Ugyanakkor nevükhöz több múzeumi projekt is kötődik, így a Los Angeles-i The Broad kortárs művészeti múzeum tervezése, a New York-i Museum of Modern Art megújítása, vagy a bostoni Institute of Contemporary Art kialakítása.
A múzeum mintegy hetvenezres műtárgy-gyűjteményéből várhatóan 3000 műtárgy kerül be a leendő múzeumkomplexumba, összesen 619 nagyjármű lesz itt látható.
A kormány nemzetgazdasági szempontból kiemelt jelentőségűvé nyilvánította a beruházást.

### Új kulturális negyed Kőbányán
Az Új Közlekedési Múzeum építéséhez kapcsolódóan a környék is megújul, az Opera már elkészült Eiffel Műhelyházához kapcsolódóan új kulturális negyed jön létre. A tervezési munka része a múzeum környezetében egy park kialakítása, amely szabadtéri kiállítóhelynek is alkalmas, de direkt gyalogos kapcsolatot is kialakítanak a múzeum és a Népliget között, illetve a Törekvés Művelődési Központ is megújul. Sőt, a jelenlegi tervek szerint a volt Józsefvárosi pályaudvar rehabilitáció alatt álló területével is kapcsolata lesz a környéknek, valamint a Népliget megújítására is készülnek tervek.

### Műszaki kutatóközpont
Az Északi Járműjavítóban felépülő Új Közlekedési Múzeumban az intézmény valamennyi funkciója helyet kap, a kiállítások mellett több ezer műtárgynak helyet biztosító, részben látogatható műtárgyraktár is helyet kap itt, valamint az Európa legnagyobbjai közé tartozó, közel negyedmillió kötetes közlekedési-műszaki szakkönyvtár a magyar tudósok hagyatékát és a magyar gyárak iratanyagát őrző archívum, kutatószobák, konferenciatermek is kiépülnek.
A múzeum új restaurátorműhelyeket és országos kompetenciaközpontot is létesít a műszaki és közlekedési tárgyak, járművek felújítási, állományvédelmi munkájának háttérbázisaként. Mindezek tartósan biztosítják a szakmai, kiállítási és tudományos munka XXI. századi környezetben történő elvégzését.

### Új Közlekedési Múzeum vasúti megálló
A múzeum mellett egy új vasúti megálló is épül, amely kapcsolatot teremt a Budapest-Újszász-Szolnok és a Budapest-Hatvan-Miskolc vasútvonalak, illetve az 1-es villamos között. Az új vasúti megálló tervezése is része az Új Közlekedési Múzeum tervezési szerződésének.

## A Közlekedési Múzeum leendő kiállítóhelye, a Kelenföld Indóház

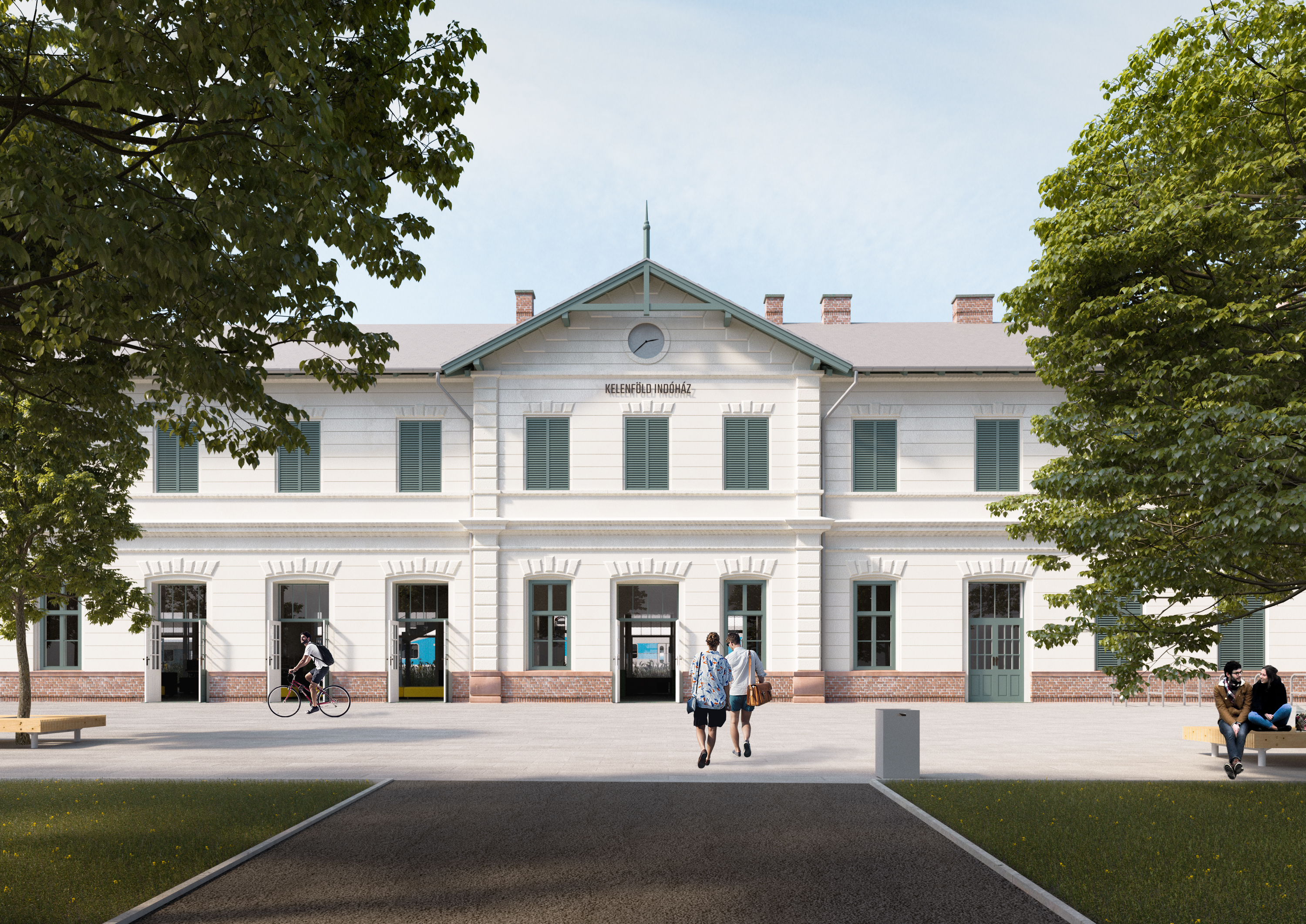
Kelenföld Indóház látványterve (Forrás: Közlekedési Múzeum / Építész Stúdió)

A kormány 2021. február 8-i határozata szerint a Közlekedési Múzeum Kelenföld vasútállomás 137 éves indóházában rendezheti be legújabb, vasúttörténeti tematikájú kiállítóhelyét. A tárlat legfőbb attrakciója egy több száz négyzetméter alapterületű terepasztal lesz.
A Közlekedési Múzeum az Építész Stúdiót bízta meg az építészeti tervek elkészítésével, akik az eredeti épület műemléki jellegének, karakterének tiszteletben tartása mellett azt az új funkcióknak megfelelő kortárs építészettel is kiegészítik.
A kulturális kínálatot időszaki kiállítások és múzeumpedagógiai foglalkozások színesítik majd. Az épület környezetében vasúti tematikájú játszókert létesül, teraszán szabadtéri mozivetítések lesznek, az épület pedig kiegészül egy kilátópontként, trainspotter-helyként is szolgáló új, kortárs terasszal a vasút felé, valamint egy bisztró is helyet kap az épületben. Az épület előtt, szabadtéren az indóházzal közel egyidős gőzmozdony fog állni.
Az 1884-ben épült Kelenföldi indóház az ország egyik legrégebbi állomásépülete, amely a közelmúltig be is töltötte ezt a szerepét. A 4-es metró projekt részeként épült aluljáró miatt azonban funkcióját az elmúlt években teljesen elveszítette, a MÁV pénztár kiköltözött belőle és állapota tovább romlott.
A Kormány február 8-án megjelent rendelete kiemelt beruházássá minősítette a Kelenföld Indóház projektet.

## Időszaki kiállítás 2021 júliustól
2021 júliusában időszaki kiállítással jelentkezik a Közlekedési Múzeum, a tárlaton a látogatók megtekinthetik az Új Közlekedési Múzeum helyszínét, az egykori Északi járműjavítót. A kiállításon nemcsak a helyszín múltja elevenedik meg, annak jövőjét is felvázolják, vagyis azt is, hogy miért ezen a helyszínen épül fel az új múzeum és a legújabb tervek alapján hogyan fog majd kinézni.
A kiállításon a magyar vasúttörténet leghíresebb járműveit is megtekinthetik az idelátogatók: pl. az ikonikus 424-es gőzmozdony első példányát, a vasútvillamosítás kiemelkedő alakja, Kandó Kálmán által tervezett, már 1932-ben forgalomba állt V60-as villanymozdonyt, vagy Árpádot, az 1935-ös  gyorssínautóbuszt, amely Budapest és Bécs között közlekedett, illetve a gőzmozdonyok sebességrekordját tartó 242-es gőzmozdony, a Koporsó első példányát is. Érdekesség, hogy a járművek szorosan kötődnek a helyszínhez, hiszen többségüket annak idején javították is az Északiban.

## Egykori állandó kiállításai (20. század)
Alapításakor a múzeum elsősorban a vasút és a hajózás bemutatását tartotta feladatának, 1966-tól gyűjtőköre fokozatosan bővült. Az állandó kiállításokon már a közlekedés összes fontosabb ágazatának tárgyi és írásos emlékei szerepeltek.

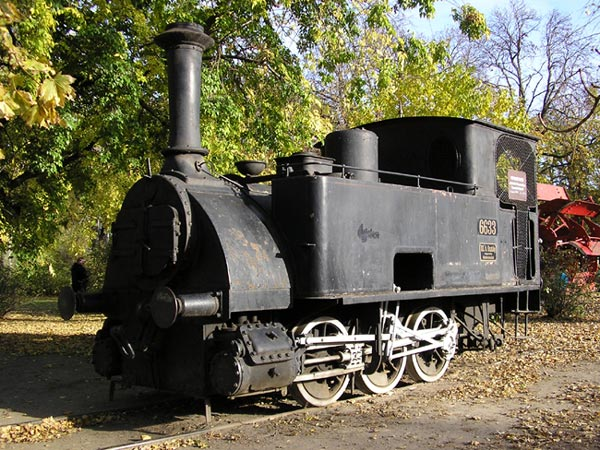
1882-ben gyártott gőzmozdony (2006-ban, a főépület mellett)

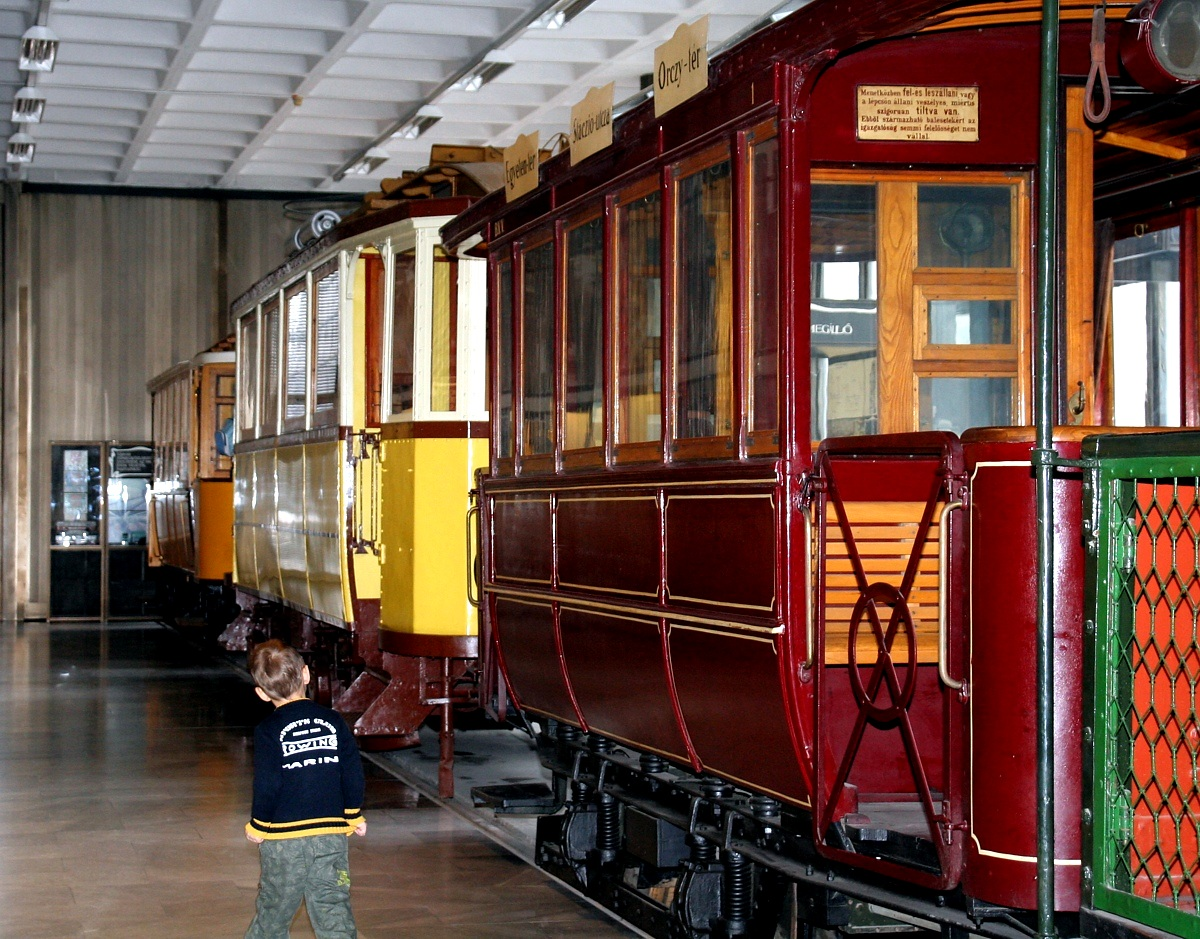
Villamoskocsik a lebontott kiállítási csarnokban (2008)

- A magyar vasút történetét bemutató kiállítás a múzeum legrégibb gyűjteményére épült. Az 1896-ban kiállított tárgyak, modellek sok darabja a vasúttörténeti állandó kiállításon is látható volt. A kezdeteket az 1850-es években készített gőzmozdonyok kicsinyített másai idézték. A részben 1900 előtt készült, később már világhírű, 1:5 léptékű, mintegy 100 db-os modellgyűjtemény a hazai gőzmozdonyok és vasúti kocsik fejlődését szemléltette. Egy életnagyságú korabeli vasútállomás is látható volt a múzeum csarnokában, a 19. század utolsó évtizedeiben gyártott eredeti gőzmozdonyból és két vasúti kocsiból álló szerelvénnyel.
- A magyar autóközlekedés története. A múzeum alapításának korából származott a kiállítás legrégebbi automobilja, egy 1898-ból való Peugeot. A hazai autógyártás kezdeteit Csonka János autói képviselték, melyek már a Csonka-Bánki féle porlasztóval működtek. Az eredeti autók mellett fődarabok, metszetek, műszaki érdekességek is szerepeltek a bemutatón.
- A városi közlekedés története a lóvontatás korszakától volt nyomon követhető. Bemutatta a kiállítás a villamosvasút fejlődésének állomásait és a 20. század első évtizedeiben feltűnt korai akkumulátoros és benzinüzemű autóbuszok makettjeit is.
- A magyar állami hajózás története alcímű kiállítás leglátványosabb tárgyai voltak a hajómodellek, köztük az első dunai gőzhajó, a Carolina (1817) és az Óbudai Hajógyár első terméke, a még fatestű Árpád utasszállító (1836). Az 1870-ben készült Orient a 19. század legnagyobb és leggyorsabb magyar folyami személygőzöse volt. A hajózás műszaki emlékeit néhány eredeti műtárgy, hajógép, navigációs eszköz egészítette ki.

A főépület állandó kiállításai között szerepelt még A közúti közlekedés története a kezdetektől 1918-ig, A közúti közlekedés Magyarországon az első világháború után, a Motorkerékpárok Magyarországon és a Hírességek csarnoka.
Az épület oldalánál állították ki a balesetben elpusztult M61 004-es dízelmozdony orrát, egy An–2-es repülőgépet, és ott volt látható a 424 001-es prototípus gőzmozdony is.
Képek a régi állandó kiállítás anyagából:

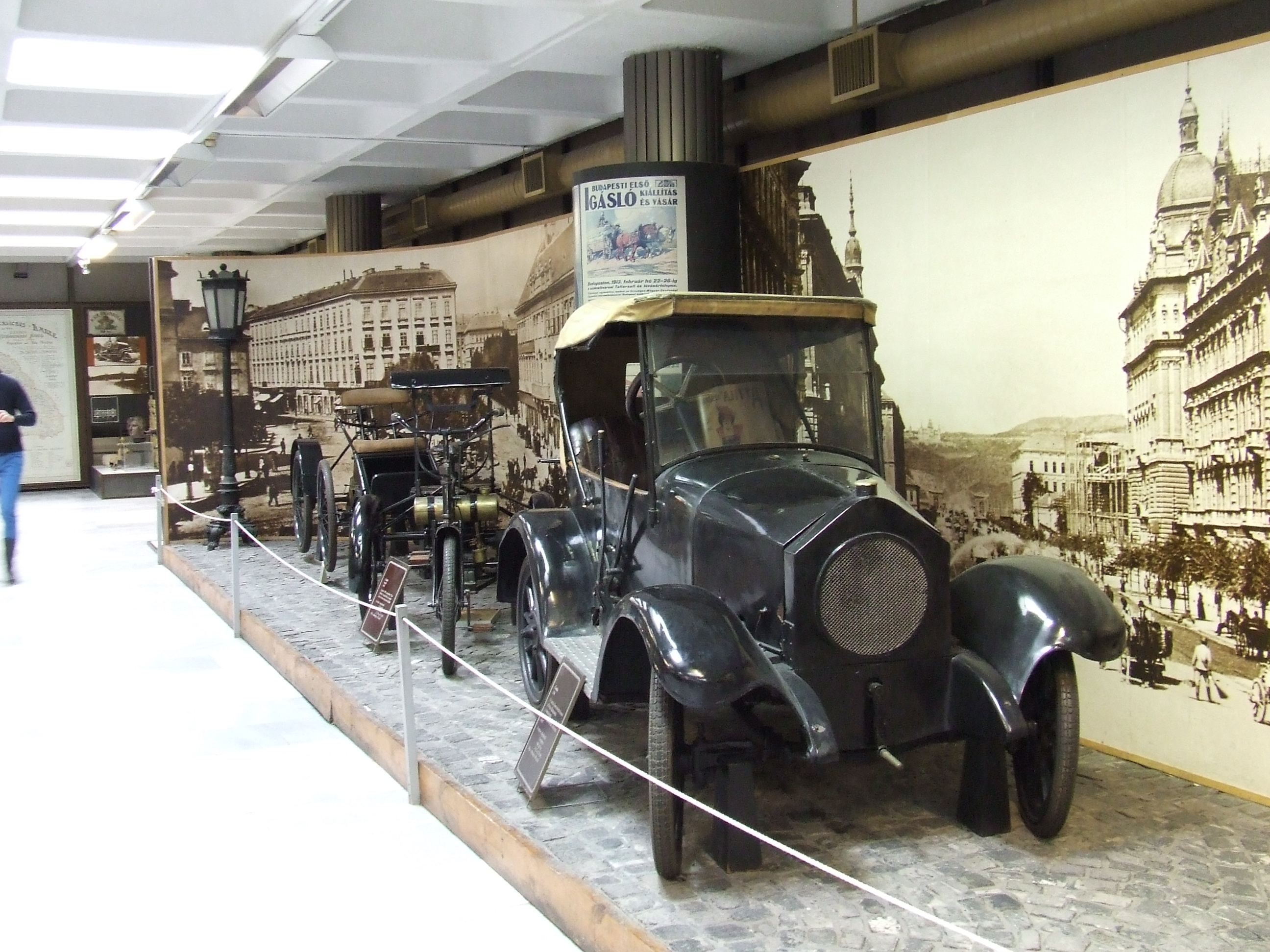
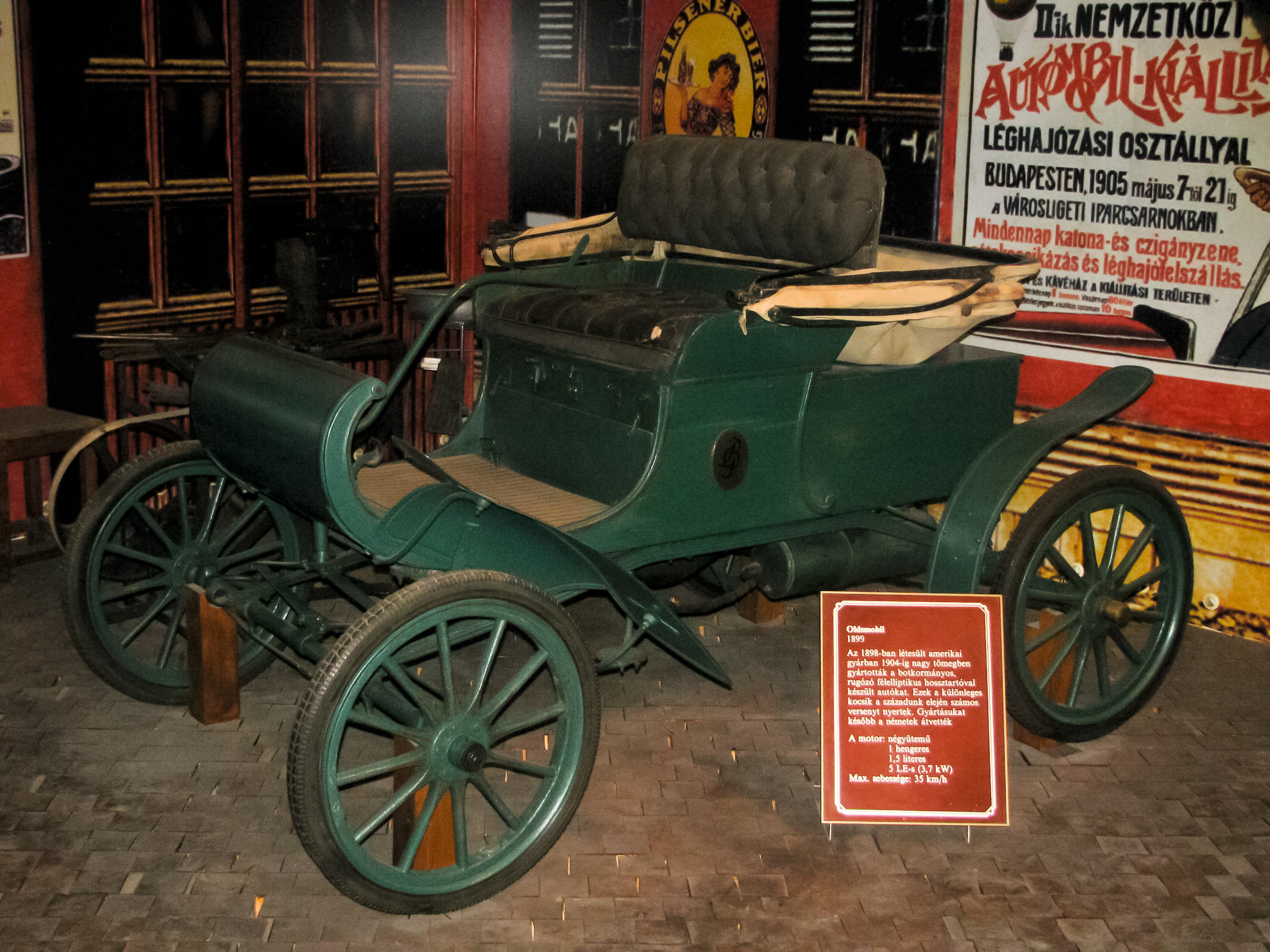
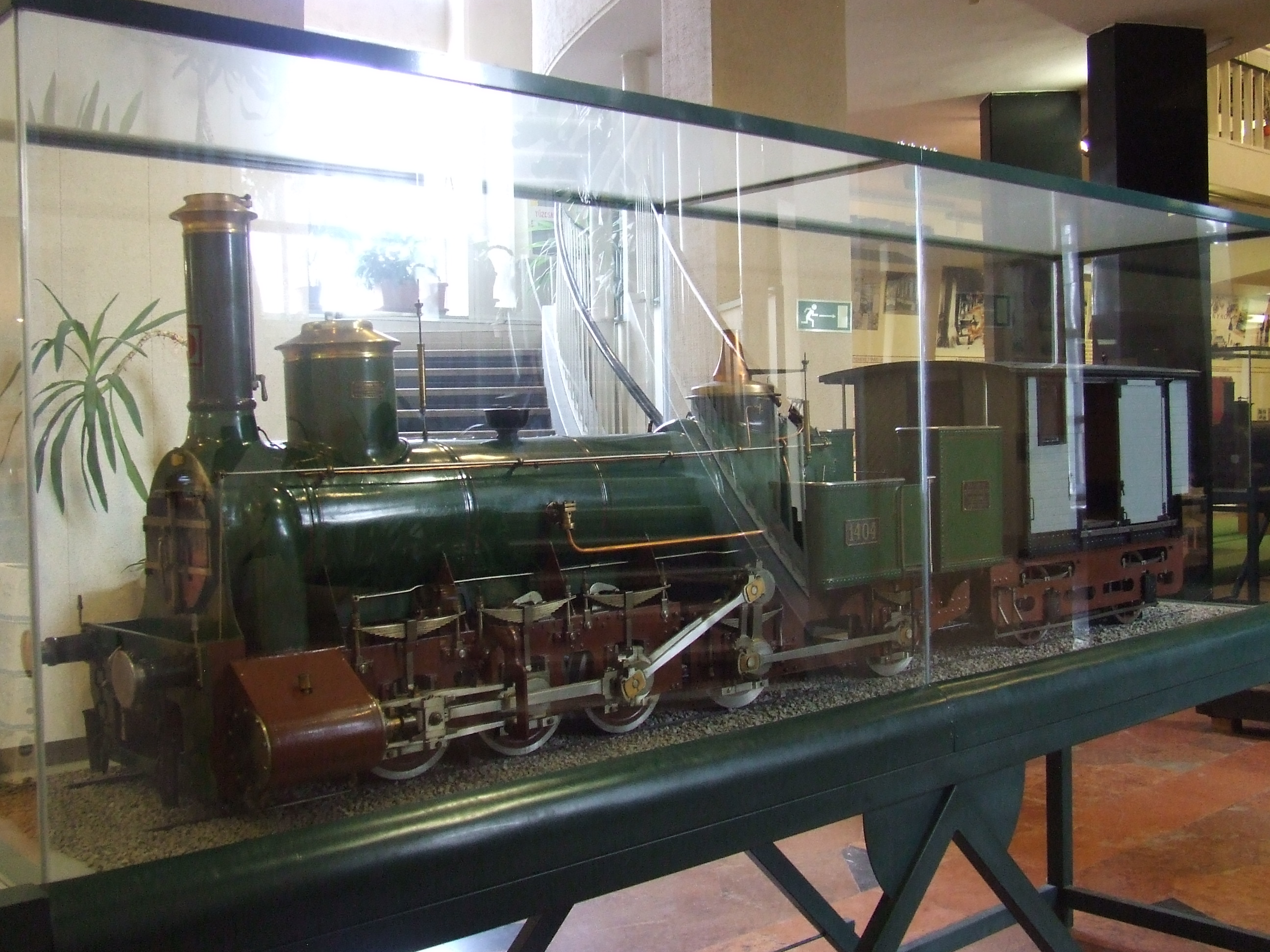
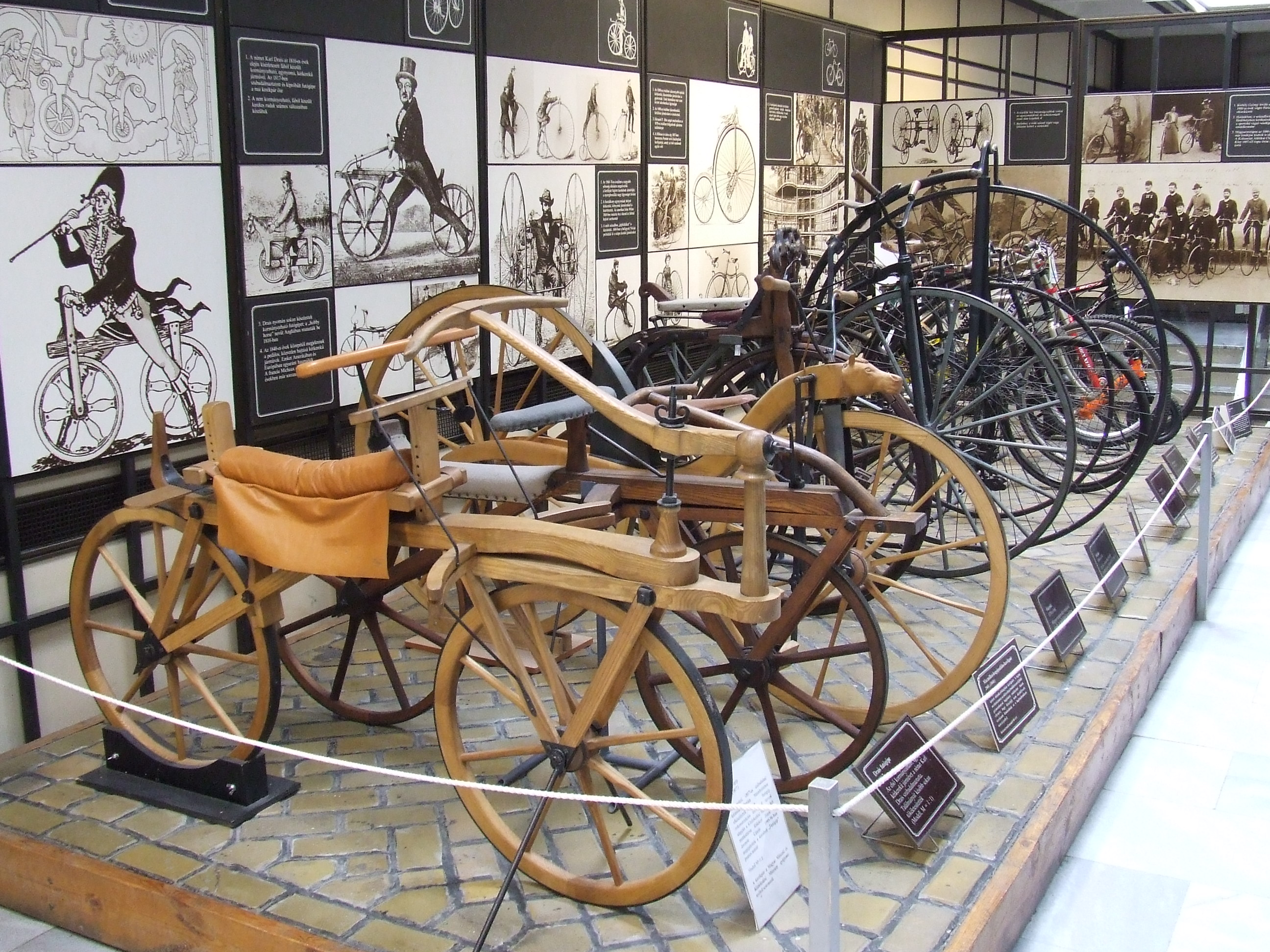
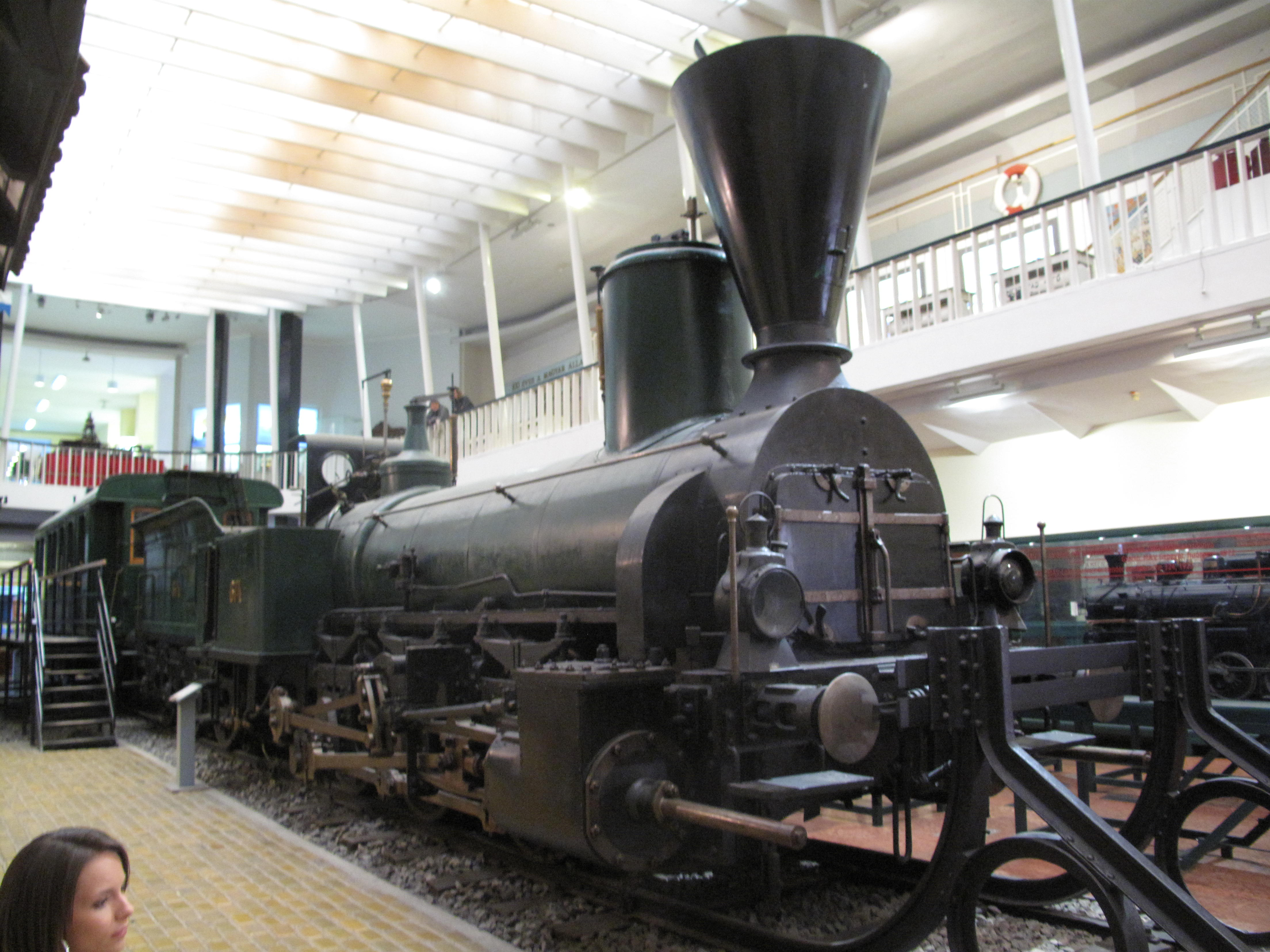

## A Magyar Műszaki és Közlekedési Múzeum további kiállításai

### Budapesten
- Elektrotechnikai Múzeum a VII. kerület Kazinczy u. 21. alatt
- Műszaki Tanulmánytár a XI. kerület Prielle Kornélia u. 10 alatt
- Öntödei Múzeum az egykori Ganz-öntödében, a II. kerület, Bem u. 20 alatt

### Vidéki helyszíneken
- Vegyészeti Múzeum Várpalotán a Thury Várban
- Kohászati Múzeum Miskolcon, amelyhez két kiállítóhely tartozik: 
  - A Kohászati Múzeum (Miskolc-Felsőhámor)
  - Massa Múzeum – Fazola Kohó Újmassán
- Alumíniumipari Múzeum  Székesfehérváron

További kiállítóhelyek, ahol a Magyar Műszaki és Közlekedési Múzeum kiállításai láthatók: 
- Aeropark a Budapest Liszt Ferenc nemzetközi repülőtér mellett
- A metrók építésének és közlekedésének bemutatója a Földalatti Vasúti Múzeumban és a Széchenyi lánchíd mellett, az Eötvös téren kikötött egyetlen fennmaradt dunai gőzös, a Kossuth Múzeumhajó
- Múzeumvasút és járműkiállítás – Nagycenken
- Kocsimúzeum – Parádfürdőn (Parád)